# روبرت ميلر (لاعب كرة قدم أمريكية)
روبرت ميلر (بالإنجليزية: Robert Miller)‏ هو لاعب كرة قدم أمريكية أمريكي، ولد في 9 يناير 1953 في هيوستن في الولايات المتحدة.

## وصلات خارجية
- روبرت ميلر على موقع مرجع كرة القدم المحترفة.كوم (الإنجليزية)